# 何训田
何训田（1953年—），中国作曲家，上海音乐学院教授。

## 生平

### 童年
何训田于1953年出生于四川省遂宁市，他家的后院与一座基督教堂的草坪只隔着一道土墙，教堂的钟声和唱诗班的圣咏伴随他度过了童年的大部分时光。他与牧师的孙子是挚友，因此获得晚间在教堂练小提琴的特权，当琴声与月光在教堂的穹顶上迷人的共振时，他便确定了他的人生目标。
何训田八岁开始作曲，并自学辟斯顿《和声学》和普劳特《赋格曲》等音乐理论著作；与此同时阅读了陀思妥耶夫斯基《白痴》、雨果《笑面人》，莎士比亚《李尔王》、《雅典的泰门》，以及《新约》中的《马太福音》和《启示录》等等。
12岁那年，他为了挣钱买一把小提琴，瞒着家人去做了纤夫，幼小的躯体体验到了世上最残酷、最令人心酸的劳作，但同时他也大开眼界的看到了和听到了不同于教堂的，来自另一个世界的东西——山间的民谣和水上的船夫号子。

### 成年
何训田于1982年毕业于四川音乐学院作曲系，并留校任教。同年创立《RD作曲法》，因代表作《天籁》（Sounds of Nature）对音乐发展作出贡献，〖美国国际新音乐作曲家比赛1989-1990〗委员会授予他唯一的〖杰出音乐成就大奖〗。
1992年任上海音乐学院作曲教授，直至现在。
1994年，他相继完成的《阿姐鼓》（Sister Drum）和《央金玛》（Voices from the Sky）唱片全集，由国际华纳唱片公司和美国华纳唱片公司在全球六十多个国家出版发行，是首张在全球发行的中文唱片，《纽约时报》称：“帮助中国人实现了让其音乐走向世界的理想。”
何训田的诗作《信徒》（又称：那一天）首发于1997年《央金玛》唱片全集中，该诗深受人们喜爱并被人们广泛传诵。也有人称此诗为六世达赖喇嘛仓央嘉措所作，认为只有仓央嘉措才能写出如此“行深般若”的感悟，但至今未见此说的历史依据。《仓央嘉措诗传》书中说：“何训田《信徒》的修辞之复杂、意境之优美、文字之洗练，在‘仓央嘉措情歌’中完全找不到一丁点儿影子。”不管怎样，何训田《信徒》的出现，确使仓央嘉措成为家喻户晓的人物。
何训田的音乐作品由国际华纳、朔特音乐等多个国际出版机构在全球出版发行；英国BBC交响乐团、以色列交响乐团等数十个乐团在全球作世界首演和演出。
何训田的很多作品充满宗教意味，最早的可追溯到1986年的《天籁》和后来的《阿姐鼓》。2001年开始，他陆续完成了一系列宗教作品：音乐大典《雷峰夕照》，音乐史诗情景剧《灵山吉祥颂》以及唱片全集《波罗密多》和《如来如去》等。
2003年完成“一部献给所有物种”的元音乐《声音图案》（Images in Sound），获《台湾第十九届金曲奖－最佳作曲人奖》，《音乐周报》说：“巴赫为上帝，贝多芬为人类，何训田为所有物种。”
2012年在全球出版发行前意识长篇圣歌《一訸上歌》（Ehe Chant）
，这部由“832句非人类语义之声”的作品在上海首发时，现场的听者感受到“像万束奇特的光袭来。”
何训田是“用上帝创造万物的方式”创造音乐，是“用快乐表达忧伤”之人，其作品的力量“感动众生”。

## 主要文字作品

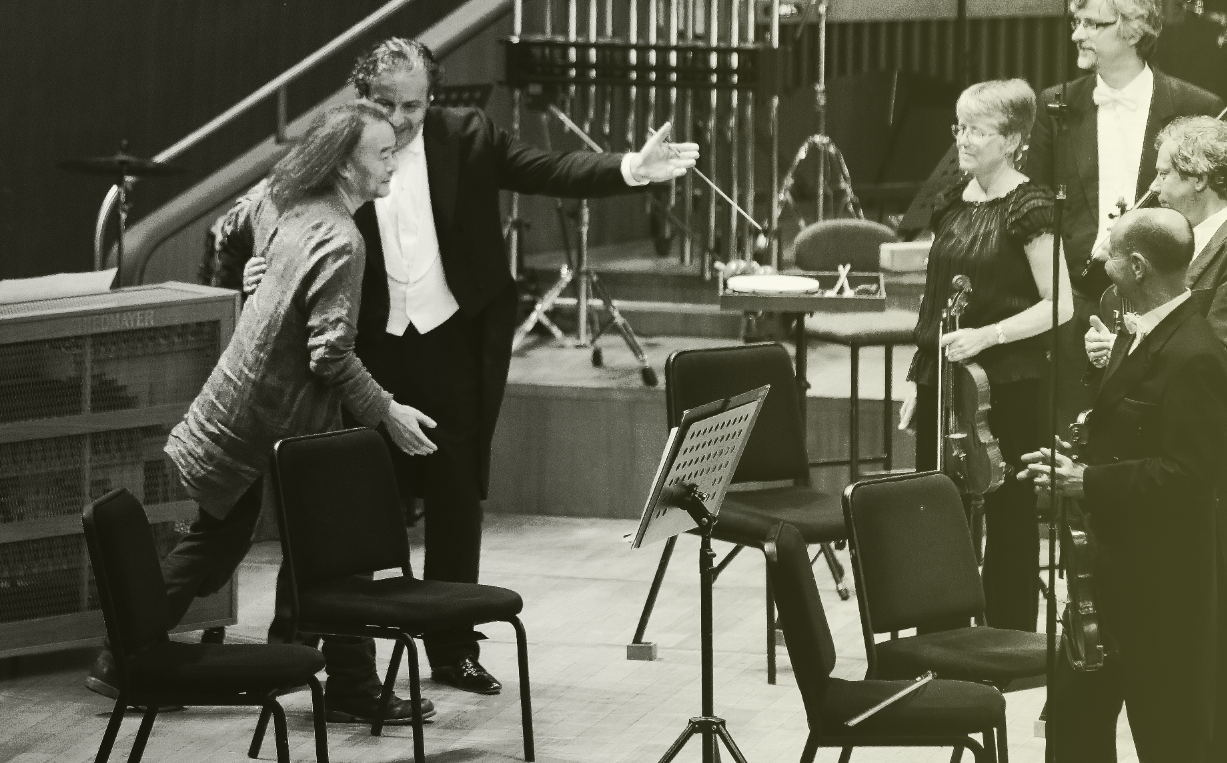
He Xuntian & BBC Philharmonic

### 观念类
- 三时说 the Three Periods Theory（1981）[6]
- 音乐維度论 the Theory of Musical Dimension（1981）[6]
- RD作曲法 RD Composition（1982）[5]
- 五非说（非西方、非东方、非民间、非学院、非非）Five Nons（1993）[25]
- 结构流作曲法 SS Composition（1996）[25]

### 诗词类
- 信徒 （又称：那一天）Believer（1993）
- 天堂地狱 Paradise Inferno（1993）
- 喜玛拉雅人 Himalayans（1995）
- 拉萨谣 Ballad of Lhasa（1995）
- 七只鼓 Seven Drums（1995）
- 牛车 Ox Cart（1997）
- 不翼而飞 Flown Away（1997）
- 三托历 Flash of Enlightenment（1997）
- 夕阳西下 In the Setting of the Sun（1997）
- 了歌 Already Song（1998）
- 伽南香娑罗树 Fragrant Nirvana Tree（1999）
- 路过地球 Passing By the Earth（1999）
- 神香 Mystical Scent (2006)
- 海之上 Above the Sea（2009）

## 主要音乐作品

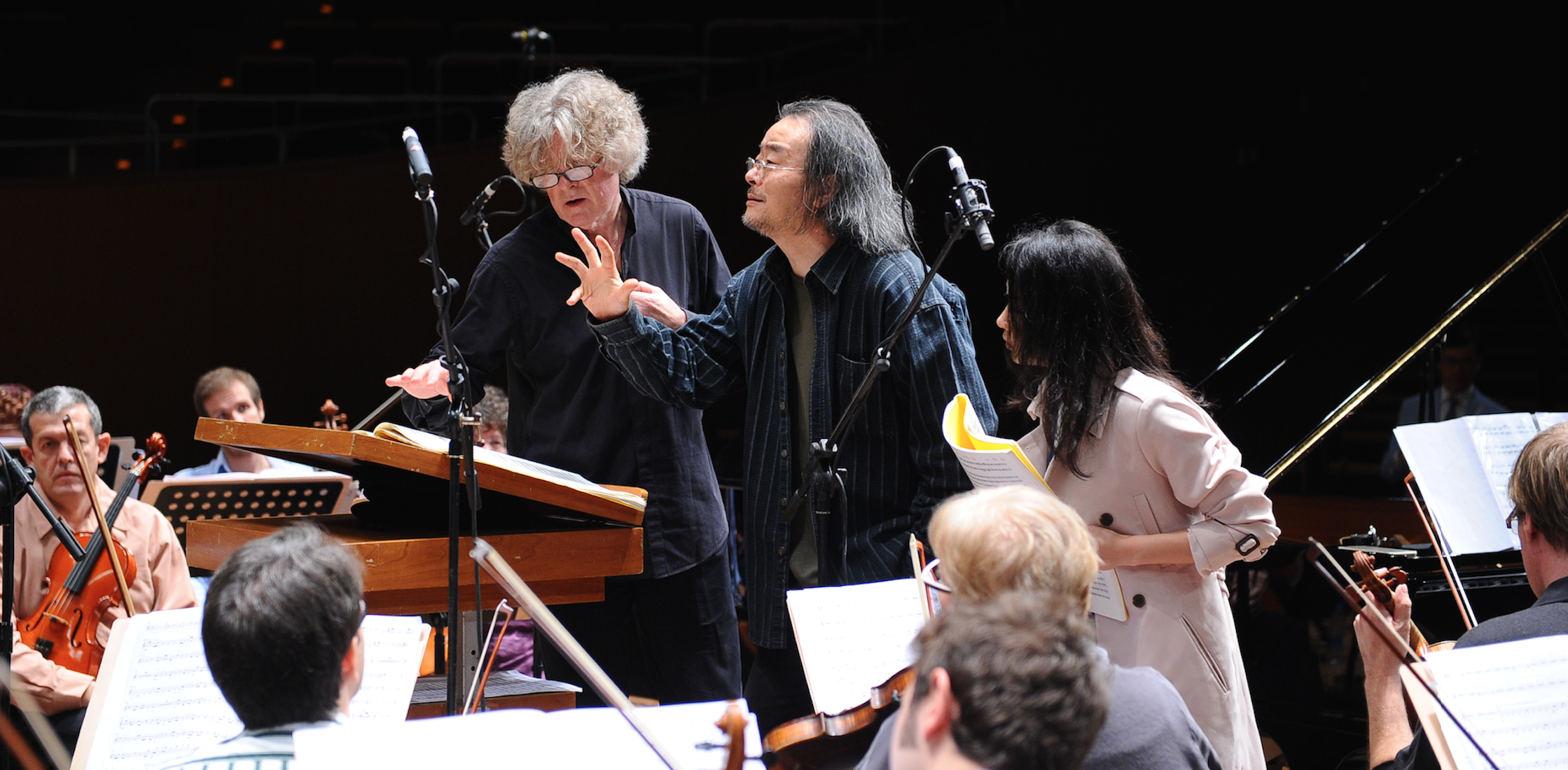
何训田与以色列交响乐团

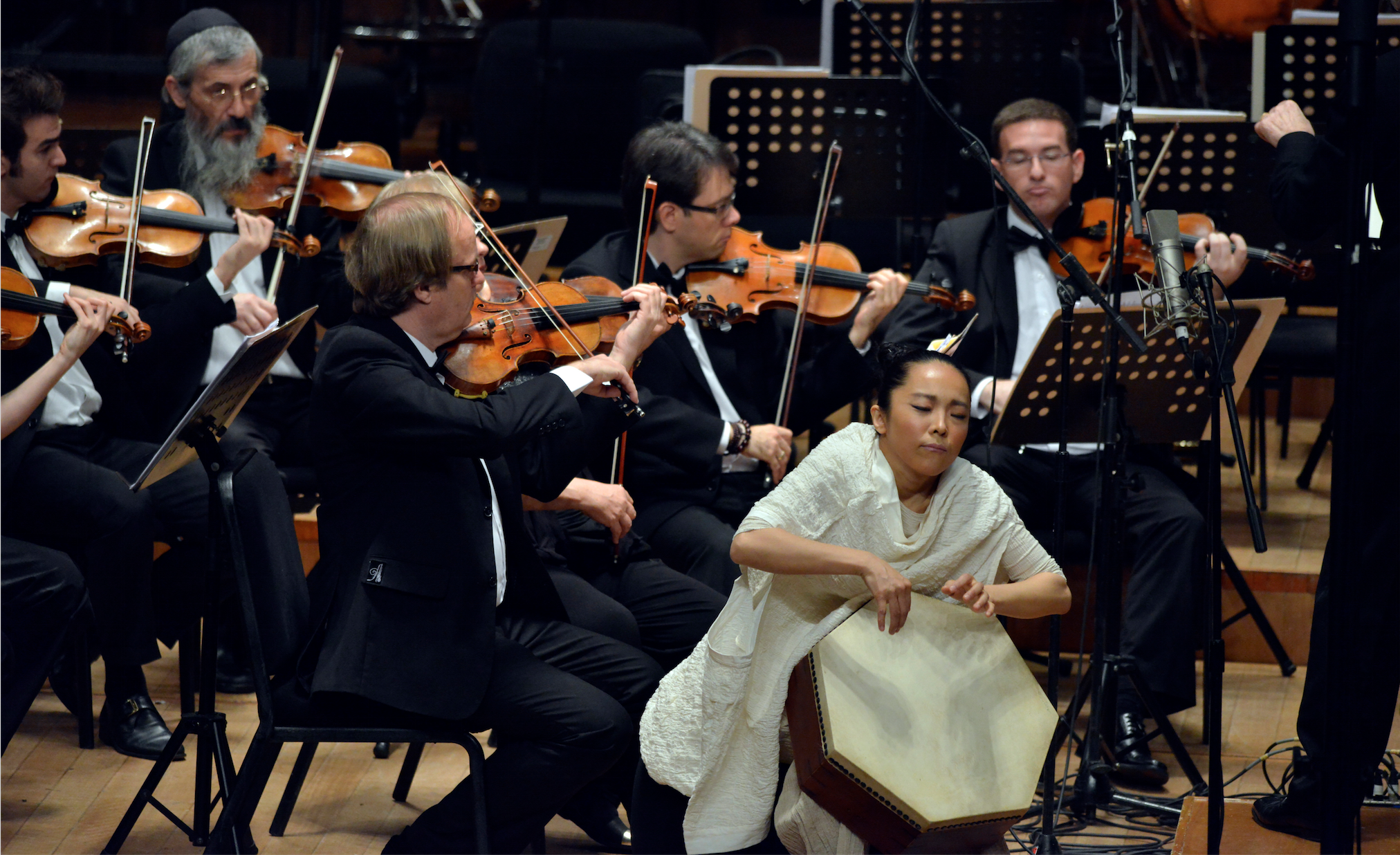
何训田《优昙波罗旋转舞 II 》
何鼓演奏家E.宋歌(Ehesuma)与以色列交响乐团

### 民族管弦乐类
- 民族管弦乐《达勃河随想曲》Dabo River Caprice (1982)

### 室内乐类
- 弦乐四重奏《两个时辰》Two of the Earthly Branches (1983)
- 十位演奏家《幻听1》Phonism I (1989)
- 九位演奏家《幻听2》Phonism II (1990)
- 三重奏《拂色图》FuSe Pattern (1997)
- 单簧管独奏曲《香之舞1》Scent Dance I (2009)
- 大提琴独奏曲《香之舞2》Scent Dance II (2010)
- 弦乐四重奏《香之舞3》Scent Dance III (2011)
- 三重奏《优昙波罗旋转舞2》Whirling Udumbara II（2012）

### 管弦乐类
- 交响曲《平仄》Tonal Patterns (1985)
- 二胡与交响乐队《梦四则》Four Dreams (1986)
- 交响曲《感应》Telepathy (1987)
- 弦乐队与木管《琵琶图》Pipa Pattern (2001)
- 女高音与交响乐队《云上莲花》Clouds Rising Into the Lotus Flowers (2008)
- 钢琴协奏曲《色之舞》Rupa Dance (2009)
- 单簧管协奏曲《空之舞》Sunyata Dance (2011)
- 弦乐队与何鼓《优昙波罗旋转舞2》Whirling Udumbara II (2012)

### 钢琴类
- 钢琴曲《拂色图》FuSe Pattern (1997)
- 钢琴协奏曲《色之舞》Rupa Dance (2009)
- 钢琴曲《香之舞4》Scent Dance IV (2012)
- 钢琴曲《优昙波罗旋转舞2》Whirling Udumbara II（2012）
- 钢琴曲《优昙波罗旋转舞1》Whirling Udumbara I（2013）
- 钢琴曲《米囊旋转舞》Whirling Papaver (2014)
- 钢琴曲《桃花旋转舞》Whirling Peach Blossom (2015)
- 钢琴曲《樱桃祈祷文》Cherry Prayer (2015)

### 特殊材质音乐类
- 特殊材质音乐《天籁》Sounds of Nature (1985-1986)
- 特殊材质音乐《声音图案》Images in Sound (1997-2003)[20]
  - 《秘厘图》MiLi Pattern
  - 《拂色图》FuSe Pattern
  - 《弥泆图》MiYi Pattern
  - 《浮香图》FuXiang Pattern
  - 《密果图》MiGuo Pattern
  - 《弗意图》FuYi Pattern
  - 《靡符图》MiFu Pattern

### 前意识音乐类
- 圣歌《一訸上歌》Ehe Chant (2008)[24]

### 电影音乐类
- 电影音乐《兰陵王》Warrior Lanling (1995)
- 电影音乐《喜马拉雅王子》Prince of the Himalayas (2006)

### 宗教类
- 音乐大典《雷峰夕照》Leifeng Pagoda Music Ceremony (2002)[29]
- 院歌《闽南佛学院院歌》（2005）
- 大型音乐史诗情景剧《灵山吉祥颂》Eulogy of Lingshan Lucky (2009)[18]

### 多媒体综合类
- 音乐剧场《天唱人间》Singing From Heaven (2000)
- 音乐剧场《迷哥》The Riddler (2001)
- 互联网游戏音乐《神迹》The Sign (2003)
- 上海世博会上海馆《永远的新天地》Forever shanghai (2010)

### 音乐片类
- 《央金玛》Voices From the Sky (1997)
- 《拉萨谣》Ballad of Lhasa (1997)

## 主要唱片作品
| 唱片名                              | 曲目名                                                                                 |
| 黄孩子 Yellow Children （1991）     | 《大海走了》 The Sea is Gone                                                           |
| 黄孩子 Yellow Children （1991）     | 《黄孩子》 Yellow Children                                                             |
| 黄孩子 Yellow Children （1991）     | 《吹箫人》 The Xiao Player                                                             |
| 黄孩子 Yellow Children （1991）     | 《不相识的父亲》 The Unknown Father                                                    |
| 黄孩子 Yellow Children （1991）     | 《缘》 The Fate                                                                        |
| 黄孩子 Yellow Children （1991）     | 《枯水季节》 The Dry Season                                                            |
| 黄孩子 Yellow Children （1991）     | 《这才是你》 This is You                                                               |
| 黄孩子 Yellow Children （1991）     | 《远去的孩子》 The Child Going Far Away                                                |
| 阿姐鼓 Sister Drum （1995）         | 《没有阴影的家园》Home without Shadow                                                  |
| 阿姐鼓 Sister Drum （1995）         | 《阿姐鼓》Sister Drum                                                                  |
| 阿姐鼓 Sister Drum （1995）         | 《天唱》Sky-Burial                                                                     |
| 阿姐鼓 Sister Drum （1995）         | 《笛威辛亢 纽威辛亢》Di Wei Shin Kan, New Wei Shin Kan（《天堂地狱》Paradise Inferno） |
| 阿姐鼓 Sister Drum （1995）         | 《羚羊过山岗》Crossing the Ridge                                                       |
| 阿姐鼓 Sister Drum （1995）         | 《卓玛的卓玛》Zhuoma of Zhuomas                                                        |
| 阿姐鼓 Sister Drum （1995）         | 《转经》The Turning Scripture                                                          |
| 兰陵王 Warrior Lanling （1995）     | 《远古的回声》Ancient Echo                                                             |
| 兰陵王 Warrior Lanling （1995）     | 《美丽的鳯雀部落》Beautiful Phoenix Tribe                                              |
| 兰陵王 Warrior Lanling （1995）     | 《生殖舞》Dance of Reproduction                                                        |
| 兰陵王 Warrior Lanling （1995）     | 《兰陵与面具》Lanling and Mask                                                         |
| 兰陵王 Warrior Lanling （1995）     | 《黑发舞》Dance of Black Hair                                                          |
| 兰陵王 Warrior Lanling （1995）     | 《神树》Divine Tree                                                                    |
| 兰陵王 Warrior Lanling （1995）     | 《血祭》Blood Sacrifice                                                                |
| 兰陵王 Warrior Lanling （1995）     | 《母亲的歌》Mother's Song                                                              |
| 央金玛 Voices from the Sky （1997） | 《央金玛》Melodious Goddess                                                            |
| 央金玛 Voices from the Sky （1997） | 《拉萨谣》Ballad of Lhasa                                                              |
| 央金玛 Voices from the Sky （1997） | 《信徒》Believer                                                                       |
| 央金玛 Voices from the Sky （1997） | 《七只鼓》Seven Drums                                                                  |
| 央金玛 Voices from the Sky （1997） | 《喜玛拉雅人》Himalayans                                                               |
| 央金玛 Voices from the Sky （1997） | 《六世达赖喇嘛情歌》The Sixth Dalai Lama’s Love Song                                   |
| 央金玛 Voices from the Sky （1997） | 《彼岸之问》Question from the Other Shore                                              |
| 波罗密多 Paramita （2002）          | 《云钟》Cloud Bells                                                                    |
| 波罗密多 Paramita （2002）          | 《波罗密多》Paramita                                                                   |
| 波罗密多 Paramita （2002）          | 《阿耨多罗三藐三菩提》Song of the Enlightenment                                        |
| 波罗密多 Paramita （2002）          | 《琵琶行》Song of Pipa                                                                 |
| 波罗密多 Paramita （2002）          | 《群僧》Monks                                                                          |
| 波罗密多 Paramita （2002）          | 《般若心经》Heart Sutra                                                                |
| 波罗密多 Paramita （2002）          | 《尘鼓》Earth Drums                                                                    |
| 波罗密多 Paramita （2002）          | 《白蛇舞》Dance of the White Snake                                                     |
| 波罗密多 Paramita （2002）          | 《春歌》Spring Song                                                                    |
| 波罗密多 Paramita （2002）          | 《千江月》Moons upon a Thousand River                                                  |
| 神迹 The Sigh （2003）              | 《鹰》The Eagle                                                                        |
| 神迹 The Sigh （2003）              | 《迹》The Sign                                                                         |
| 神迹 The Sigh （2003）              | 《九天乐》Ecstasy with Ninth Heaven                                                    |
| 神迹 The Sigh （2003）              | 《荒漠》Desert                                                                         |
| 神迹 The Sigh （2003）              | 《孤岛》Isolated Island                                                                |
| 神迹 The Sigh （2003）              | 《十地火境》Fire in Dasa-bhumi                                                         |
| 神迹 The Sigh （2003）              | 《十地水境》Water in Dasa-bhumi                                                        |
| 神迹 The Sigh （2003）              | 《十地魔境》Magic in Dasa-bhumi                                                        |
| 神迹 The Sigh （2003）              | 《王者夺鼎战》The Battle                                                               |
| 七日谈 Seven Days （2006）          | 《不翼而飞》Flown Away                                                                 |
| 七日谈 Seven Days （2006）          | 《伽南香娑罗树》Fragrant Nirvana Tree                                                  |
| 七日谈 Seven Days （2006）          | 《夕阳西下》In the Setting of the Sun                                                  |
| 七日谈 Seven Days （2006）          | 《了歌》Already Song                                                                   |
| 七日谈 Seven Days （2006）          | 《三托历》Flash of Enlightenment                                                       |
| 七日谈 Seven Days （2006）          | 《路过地球》Passing By the Earth                                                       |
| 七日谈 Seven Days （2006）          | 《第七天》The Seventh Day                                                              |
| 神香 Mystical Scent （2007）        | 《盛典》Sacred Book                                                                    |
| 神香 Mystical Scent （2007）        | 《命运之子》Son of Destiny                                                             |
| 神香 Mystical Scent （2007）        | 《神香》Mystical Scent                                                                 |
| 神香 Mystical Scent （2007）        | 《狼婆湖》Wolf-Woman Lake                                                              |
| 神香 Mystical Scent （2007）        | 《藏戏舞》Tibetan Drama Dance                                                          |
| 神香 Mystical Scent （2007）        | 《恋人》Lover                                                                          |
| 神香 Mystical Scent （2007）        | 《山歌》Mountain Song                                                                  |
| 神香 Mystical Scent （2007）        | 《神香》Mystical Scent                                                                 |
| 神香 Mystical Scent （2007）        | 《征途》Journey                                                                        |
| 神香 Mystical Scent （2007）        | 《最后的眼泪》The Last Tear                                                            |
| 神香 Mystical Scent （2007）        | 《神香》Mystical Scent                                                                 |
| 声音图案 Images in Sound （2007）   | 《秘厘图》MiLi Pattern                                                                 |
| 声音图案 Images in Sound （2007）   | 《拂色图》FuSe Pattern                                                                 |
| 声音图案 Images in Sound （2007）   | 《弥泆图》MiYi Pattern                                                                 |
| 声音图案 Images in Sound （2007）   | 《浮香图》FuXiang Pattern                                                              |
| 声音图案 Images in Sound （2007）   | 《密果图》MiGuo Pattern                                                                |
| 声音图案 Images in Sound （2007）   | 《弗意图》FuYi Pattern                                                                 |
| 声音图案 Images in Sound （2007）   | 《靡符图》MiFu Pattern                                                                 |
| 如来如去 Tathagata （2008）         | 《天外天》The Heaven Outside of Heaven                                                 |
| 如来如去 Tathagata （2008）         | 《达塔伽达》Tathagata                                                                  |
| 如来如去 Tathagata （2008）         | 《冥思》Meditation                                                                     |
| 如来如去 Tathagata （2008）         | 《虚空之心》The Heart of the Void                                                      |
| 如来如去 Tathagata （2008）         | 《色界》The Realm of Forms                                                             |
| 如来如去 Tathagata （2008）         | 《树有风》The Wind the Trees                                                           |
| 如来如去 Tathagata （2008）         | 《四方之舞》The Dance of the Four Dharmadhatus                                         |
| 如来如去 Tathagata （2008）         | 《如来如去》Tathagata                                                                  |
| 一訸上歌 Ehe Chant （2012）         | 《一訸上歌》Ehe Chant                                                                  |